# Бафо (Пескара)
Бафо (итал. Baffo) је насеље у Италији у округу Пескара, региону Абруцо.
Према процени из 2011. у насељу је живело 49 становника. Насеље се налази на надморској висини од 482 м.